# Георги Петков (диригент и композитор)
Вижте пояснителната страница за други личности с името Георги Петков.
Георги Петков е български диригент, композитор, музикален педагог и общественик, доцент в Нов български университет.

## Биография
Роден е на 24 април 1961 г. в Габрово. Завършва Академия за музикално, танцово и изобразително изкуство в Пловдив. През периода 1986 – 1998 г. работи като диригент на народните оркестри в Държавния ансамбъл за народни песни и танци „Добруджа" – Добрич и Националния фолклорен ансамбъл „Филип Кутев“, както и като главен диригент на професионалния фолклорен ансамбъл „Габрово“. От 1999 г. е художествен ръководител и диригент на женския хор „Български гласове – Ангелите“, с който печели престижната награда на Amazon „Гостуващ артист на САЩ за 2000 г.“. От 1995 г. е композитор-сътрудник на Българско национално радио. Диригентските изяви на Георги Петков обхващат над 800 концерта в България и в чужбина и над 10 часа звукозаписна продукция. Реализира звукозаписни продукции за BBC-Лондон, CNN, JARO Medien, ZDF, Балкантон, БНР, БНТ и други български и световни медии.
Композиторското му творчество включва над 250 заглавия, част от които се тиражират от световни музикални компании. Автор е на музика към драматични произведения, музикално-танцови постановки, оркестрови пиеси, вокални творби за хорови и камерни вокални състави. За свои хорови творби Георги Петков е печелил международни награди. Като композитор и аранжор е работил в десетки международни музикални проекти, по покана и в съавторство със световноизвестни музиканти – Адриано Челентано, Боби Макферин, Енрике Моренте, Арканхел, Антонио Форчоне, Гжех Пьотровски, Чифтейнс, Михаил Алперин и Московско арт-трио, Хуун-Хуур-Ту от Република Тува, Окай Темиз и Бурхан Окал от Турция, Фанфаре Чокарлия от Румъния, Боян Ристич Брас Бенд от Сърбия, Савина от Гърция, Николас Ленц от Белгия и др.
Георги Петков е доцент, доктор по научна специалност „Музикознание и музикално изкуство“. От 1998 г. е преподавател в департамент „Музика“ на Нов български университет и води музикално-теоретични и практически курсове, свързани с музикалния фолклор. Научноизследователската му дейност е в областта на етномузикология, композиция и хоровото дирижиране. Създател и ръководител е на Университетски смесен хор „Фолк-джаз формация“ на НБУ; основател и диригент на многогласния Народен хор при Националното музикално училище ”Л.Пипков“ – София; създател и ръководител на Евридика (вокално трио); създател и ръководител на Младежки камерен хор „Нови български гласове“, част от проекта „Еструна“. Развива активна благотворителна и обществена дейност. Председател е на Управителния съвет на Националния музикално-фолклорен съюз „Орфеево изворче“.
Описание по години:
- 1980 – завършва Средно музикално училище – Котел
- 1986 – завършва АМТИИ Пловдив
- 1986 – 1992 – диригент на оркестъра на ДАНПТ „Добруджа“ – Добрич
- 1992 – 1993 – учител в СОУ „Св. Климент Охридски“ – Добрич
- 1993 – 1997 – главен диригент на Професионален фолклорен ансамбъл Габрово
- 1998 – 1999 – диригент на оркестъра на НФА „Филип Кутев“ София
- 1999 до днес – Художествен директор, диригент и композитор на женски хор „Български гласове – Ангелите“
- 1995 до днес – композитор сътрудник на БНР
- 1998 до днес – лектор в департамент Музика на НБУ
- 2002 до днес – редовен преподавател в департамент Музика на НБУ
- 2002 – създава и ръководи Университетски смесен хор „Фолк-джаз формация“ на НБУ
- 2006 до днес – доцент по дирижиране и композиция – ВАК на Република България
- 2006 – основател на многогласния Народен хор към НМУ „Л. Пипков“ – София
- 2010 – създава и ръководи Вокално трио „Евридика“
- 2012 – създава Младежки камерен хор „Нови български гласове“, с който участва като автор на аранжиментите и диригент в Международния музикален проект „Еструна“
- 2014 до днес – председател е на Управителния съвет на Националния музикално-фолклорен съюз „Орфеево изворче“.
- 2015 до днес – доктор по музикознание и музикално изкуство. Дисертация на тема „Скатова техника в творчеството на български композитори за фолклорни ансамбли“

## Дискография
Издания на JARO Medien GmbH – Bremen:
- Balkan Passions
- Angels’ Christmas
- Angelina
- Passion & Tales (DVD)